# Obi de Onitcha
Obi de Onitcha ou Onitsha é o rei tradicional de Onitsha, Anambra, no sudeste da Nigéria. A cidade foi fundada no século XVI por migrantes do Reino do Benim, que ali constituíram um reino ibo sob os obis, pelo que esta monarquia tem mais de 600 anos. O obi é uma entidade sobretudo espiritual, com poderes limitados, funcionando como o guardião das normas e da tradição.
O obi tem a prerrogativa de nomear todos os líderes da comunidade, os quais passam a lhe pagar tributo, gozando também de privilégios especiais dentro da comunidade, entre os quais ritos funerários elaborados. Em Onitcha, em particular, a selecção é sobretudo baseada na riqueza pessoal dos candidatos, excepto para o caso dos líderes rituais. O actual titular é Igwe Nnaemeka Alfred Ugochukwu Achebe.